# 万物流变
万物流变（希臘語：πάντα ῥεῖ）根据柏拉图的《克拉底鲁篇》，是最早可追溯至古希腊哲学家赫拉克利特的一个说法。后来克拉底鲁将赫拉克利特的理论发展至极限，即“人一次也不能踏进同一条河流。”